# 湯馬斯·克拉普
湯馬斯‧克拉普（英語：Thomas Crapper，1836年9月28日—1910年1月27日） 為一名水電技工，於倫敦成立湯馬斯‧克拉普公司。
與都會傳奇不同，克拉普並沒有發明抽水馬桶。但是，克拉普卻幫助了抽水馬桶的普及率以及相關設施的發明。他所製作的產品以品質著稱，並獲頒數個皇家認證。西敏寺附近印有克拉普公司名稱的人洞蓋現在是小規模的觀光景點。